# Иванов (Суражский район)
Иванов — посёлок в Суражском районе Брянской области в составе Овчинского сельского поселения.

## География
Находится в северо-западной части Брянской области на расстоянии приблизительно 1 км на северо-восток по прямой от районного центра города Сураж.

## История
Упоминался с 1920-х годов. 
На карте 1941 года отмечен как Ивановский с 22 дворами.
В середине XX века работал колхоз «Новоивановский». 

## Население
121 человек (2002), 102 человек (2010), 101 человек (2013).